# クロウフォード郡 (アーカンソー州)
クロウフォード郡（Crawford County）は、アメリカ合衆国アーカンソー州に属する郡である。人口は6万0133人（2020年）。郡庁所在地はヴァンビューレンである。クロウフォード郡は1820年10月18日に設立され、1815年の陸軍長官ウィリアム・クロウフォードの名を取って命名された。

## 地理
アメリカ合衆国統計局によると、この郡は総面積1,565km2 (604mi2) である。このうち1,542km2 (595mi2) が陸地、23km2 (9mi2) が水域で、総面積の1.46%が水地域となっている。

### 隣接する郡
- ワシントン郡  (北)
- マディソン郡  (北東)
- フランクリン郡  (東)
- セバスチャン郡  (南)
- オクラホマ州ルフロア郡  (南西)
- オクラホマ州セコイア郡  (西)
- オクラホマ州アデア郡  (北西)

## 人口動静
2000年の国勢調査で、この郡は人口53,247人、19,702世帯、及び15,150家族が暮らしている。人口密度は35/km2 (89/mi2) である。14/km2 (36/mi2) の平均的な密度に21,315軒の住居が建っている。この郡の人種的構成は白人92.19%、アフリカン・アメリカン0.87%、先住民2.01%、アジア1.19%、太平洋諸島系0.02%、その他の人種1.48%、及び混血2.24%である。人口の3.27%がヒスパニックまたはラテン系である。
この郡内の住民は28.20%が18歳未満の未成年、18歳以上24歳以下が8.40%、25歳以上44歳以下が29.30%、45歳以上64歳以下が22.80%、及び65歳以上が11.30%にわたっている。中央値年齢は35歳である。女性100人ごとに対して男性は97.70人である。18歳以上の女性100人ごとに対して男性は94.20人である。
この郡の世帯ごとの平均的な収入は32,871米ドルであり、家族ごとの平均的な収入は36,741米ドルである。男性は29,581米ドルに対して女性は20,352米ドルの平均的な収入がある。この郡の一人当たりの収入 (per capita income) は15,015米ドルである。人口の14.20%及び家族の10.90%は貧困線以下である。全人口のうち18歳未満の19.30%及び65歳以上の13.70%は貧困線以下の生活を送っている。

## 都市及び町
| - ヴァンビューレン（郡庁所在地） - シーダービル - チェスター - マウンテンバーグ | - Alma - Dyer - Kibler - Mulberry - Rudy |